# Otto Follmann
Otto Follmann (* 10. Dezember 1856 in Landscheid; † 11. Juni 1926 in Koblenz) war ein deutscher Geologe, Paläontologe und Gymnasiallehrer.

## Leben und Werk
Follmanns Vater war der aus dem Landscheider Ortsteil Niederkail stammende Dorfschullehrer und Wiesenbaumeister Hilarius Follmann, zu dessen Schülern der von ihm geförderte Eifeldichter Peter Zirbes gehörte.
Follmann besuchte das Friedrich-Wilhelm-Gymnasium in Trier, das er 1878 mit dem Erwerb des Abiturs abschloss. Anschließend studierte er in Berlin, Münster und Bonn Naturwissenschaften mit einem Schwerpunkt in Geologie. In Bonn promovierte er 1882 mit einer Arbeit zur Geologie in der Eifel (Die unterdevonischen Schichten von Olkenbach). Nach seiner Promotion war Follmann zunächst Assistent am geologischen Institut in Bonn und strebte eine Karriere als Hochschullehrer an. Da er jedoch nicht über ausreichende finanzielle Mittel verfügte, um eine längere Wartezeit auf eine Professur zu überbrücken, nahm er zunächst eine Stelle als Hilfslehrer an einem Bonner Gymnasium an und wurde schließlich 1889 Lehrer für Mathematik und Naturwissenschaften am Kaiserin-Augusta-Gymnasium in Koblenz. Dort arbeitete er bis zu seiner Pensionierung 1923. Neben seiner Arbeit als Lehrer forschte und publizierte er weiterhin zur Geologie und Paläontologie der Eifel und galt als angesehener Experte auf diesem Gebiet. Die Universität Bonn ernannte ihn für seine Leistungen 1908 zum Honorarprofessor.
Im Laufe des Jahres 1926 erkrankte Follmann schwer und verstarb am 11. Juni desselben Jahres an den Folgen seiner Erkrankung.
Die Otto-Follmann-Straße in seinem Geburtsort Landscheid und die Follmannstraße im Koblenzer Stadtteil Goldgrube sind nach ihm benannt. Der Eifel-Verein errichtete ihm zudem 1928 einen Gedenkstein in Landscheid. In der Archäobotanik tragen mehrere Flechtenarten seinen Namen sowie die zugehörige Gattung Follmannia.

## Werke (Auswahl)
- Die unterdevonischen Schichten von Olkenbach. Dissertation, Uni Bonn, 1882
- Die Eifel. J. Engelhorn, Stuttgart, 1894 (Review auf JSTOR)
- Vulkanwegführer Andernach-Gerolstein.  Schaar & Dathe 1914, Trier 1914
- Abriss der Geologie der Eifel. G. Westermann, 1915
- Der Trierer Geologe Johannes Steininger (1794–1874). Lintz, Trier 1920
- Die Koblenzschichten am Mittelrhein und im Moselgebiet. Bonn, 1925